# Comune di Odsherred
Il comune di Odsherred è un comune danese situato nella regione della Selandia con sede amministrativa nella cittadina di Højby.
Il comune è stato costituito in seguito alla riforma amministrativa del 1º gennaio 2007 accorpando i precedenti comuni di Dragsholm, Nykøbing-Rørvig e Trundholm.

## Centri abitati
I centri abitati principali del comune sono:
- Nykøbing S (5 015)
- Asnæs (3 102)
- Hørve (2 357)
- Fårevejle Stationsby (1 864)
- Vig (1 757)